# DaBaby
乔纳森·林代尔·柯克（英語：Jonathan Lyndale Kirk，1991年12月22日），艺名DaBaby（曾为Baby Jesus），是一名来自美国北卡罗来纳州夏洛特饶舌歌手和词曲作家。他以单曲〈Suge〉和〈Bop〉而闻名，二者曾分别登至《告示牌》百强单曲榜第七和十一名。
随着〈Suge〉的成功，DaBaby的首张录音室专辑《Baby on Baby》在《公告牌》二百强专辑榜上排名第七。几个月后，DaBaby发布了第二张录音室专辑《Kirk》。该专辑一经发布便登上了美国《公告牌》二百强专辑榜榜首，成为他的首张冠軍专辑。

## 早年生活
乔纳森·林代尔·柯克于1991年12月22日出生于俄亥俄州克利夫兰，于1999年移居北卡罗来纳州的夏洛特，他在那里度过了早年的大部分时光。他就读于万斯高中（Vance High School）并于2010年毕业。毕业后就读北卡罗来纳大学格林斯伯勒分校，他读了两年后就退学。

## 音乐生涯
2014年至2018年曾以Baby Jesus为艺名出道。2019年改名为Dababy，2020年他与卡蜜拉·卡貝優所合唱的〈至爱吾爱〉而受欢迎。6月，美国黑人乔治·弗洛伊德被三名警察压死，其后他发布〈Rockstar〉并在《告示牌》百强单曲榜榜首。四个月后，Dababy和杜娃·黎波所合唱的〈兴致高昂〉并在美国位居第二。

## 争议

### 杀人事件
2018年11月5日，DaBaby在北卡罗来纳州亨特斯维尔的沃尔玛超市与家人购物时，遭到了两名男子的威胁，随后他开枪打死了其中一名19岁的男子。DaBaby声称自己的行为属于“正当防卫”。2019年6月，DaBaby因携带隐蔽武器而被指控，被判处一年的无监督缓刑。

### 抢劫事件
2020年1月2日，DaBaby在迈阿密进行了一场演出后对一名筹办者进行了殴打，并抢走了其身上的80美元现金、記者卡以及手机，原因是筹办方少付了10000美元的演出费；1月3日，因涉嫌抢劫罪被迈阿密警方逮捕；1月4日，他在交了1500美元保释金后获释。

## 音乐作品
- 《Baby on Baby》 (2019年)[13]
- 《Kirk》 (2019年)[10]
- 《Blame It on Baby》 (2020年)

## 巡演
- Baby on Baby Tour (2019年)[14]
- Kirk Tour (2019年)[15]